# Dactylomys
Dactylomys és un gènere de rosegadors de la família de les rates espinoses. Es tracta de rosegadors grans de vida arborícola i de pelatge bast. A diferència d'altres animals propers, tenen ungles en lloc d'urpes. La cua és llarga i calba, excepte a la base. Són rosegadors majoritàriament folívors que consumeixen fulles i brots de bambú per alimentar-se.